# Brian Murphy (futbolista)
Brian Murphy (Waterford, Irlanda, 7 de mayo de 1983) es un exfutbolista irlandés que jugaba de portero.

## Selección nacional
Fue internacional con la selección de fútbol sub-20 de Irlanda.

## Clubes
| Club                               | País       | Año       |
| ---------------------------------- | ---------- | --------- |
| Manchester City F. C.              | Inglaterra | 2000-2003 |
| Oldham Athletic A. F. C. (cedido)  | Inglaterra | 2003      |
| Peterborough United F. C. (cedido) | Inglaterra | 2003      |
| Swansea City A. F. C.              | Gales      | 2003-2006 |
| Bohemians F. C.                    | Irlanda    | 2007-2009 |
| Ipswich Town F. C.                 | Inglaterra | 2010-2011 |
| Queens Park Rangers F. C.          | Inglaterra | 2011-2015 |
| Portsmouth F. C.                   | Inglaterra | 2015-2016 |
| Cardiff City F. C.                 | Gales      | 2016-2020 |
| Waterford F. C.                    | Irlanda    | 2020-2022 |

## Palmarés

### Títulos nacionales
| Título               | Club            | País    | Año  |
| -------------------- | --------------- | ------- | ---- |
| FAI Premier Division | Bohemians F. C. | Irlanda | 2008 |
| Copa de Irlanda      | Bohemians F. C. | Irlanda | 2008 |
| FAI Premier Division | Bohemians F. C. | Irlanda | 2009 |